# Jajurayanahalli, Pavagada
Jajurayanahalli là một làng thuộc tehsil Pavagada, huyện Tumkur, bang Karnataka, Ấn Độ.